# 柯德蘭
柯德蘭（1923年10月21日—2020年6月7日），荷蘭聖若瑟小姊妹修會修女，1972年與其他修女至臺灣協助白永恩在聖安娜之家照顧身心障礙及腦性麻痺兒童，後只有她留下，直到2018年退休。

## 生平
柯德蘭（Petronelly Keulersi）於1923年10月21日出生於荷蘭林堡省赫倫，二十四歲入聖若瑟小姊妹修會，服務於照顧身心障礙及腦性麻痺兒童的荷蘭聖安娜之家。
1971年11月末，白永恩在天母天主教聖母堂發現一名多重障礙棄嬰，發下他建立收容場所的心願。次年白神父與聖若瑟小姊妹修會會長言明，讓柯德蘭等三位修女們至臺灣幫忙服務五年，期滿時回去。1974年報導，設在天母天主堂的聖安娜之家，只有三人就要照顧十六個孩童。柯德蘭回憶當時非常困苦，無洗衣機，凡事都必須用手做，水電缺乏，最後只剩她這位修女。早在忠仁、忠義連體嬰出生前許多年，柯修女便曾親手照顧過連體嬰「一心」和「一德」三年，由於共用一個心臟，最後無法挽回生命。為了讓這些孩童擁有與正常孩子一樣的美好回憶，她會義賣木雕賺錢，以帶著這些院童在天母遍嚐美食。
當服務期滿時，聖若瑟小姊妹修女會長親自至臺灣參訪，與白神父商討柯德蘭的去留，時當晚風雨交加，屋外突傳嬰兒的哭啼聲，白神父出屋外查看，才發現是一個全身溼透的畸形小孩。親眼目睹的修女會長不禁痛哭失聲，便決定尊重柯修女自己要留下來的意願。
2000年，費克強神父在聖安娜之家第一次見到柯德蘭，見她臉上掛著大大的微笑，用宏亮的聲音迎接說：「歡迎來到我們家！」自此便留下深刻的印象。
2002年10月20日，眾人在台北美國學校慶祝柯德蘭八十大壽，時任台北市長的馬英九特地前頒發感謝狀。馬英九當選總統後，2015年12月21日，頒贈紫色大綬景星勳章給她等外籍宗教人士，感謝他們為台灣帶來安詳與和平。
柯德蘭晚年時受失智症，無法照顧自己及同住的孩童，由費克強勸導她退休養老，起初她還不太能接受。2018年12月，她返回荷蘭上艾瑟尔省Bergweide安享天年。2020年6月7日晚，她於荷蘭去世。